# Општина Јуршинци
Општина Јуршинци (словен. Juršinci) је једна од општина Подравске регије у држави Словенији. Седиште општине је истоимено насеље Јуршинци.

## Природне одлике
Рељеф: Општина Јуршинци налази се у североисточном делу Словеније, у словеначком делу Штајерске. Подручје општине припада области Словенских Горица, брдском крају познатом по виноградарству и справљању вина.
Клима: У општини влада умерено континентална клима.
Воде: У општини нема већих и значајнијих водотока, а подручје општине је у сливу Драве.

## Становништво
Општина Јуршинци је средње густо насељена.

## Насеља општине
| - Бодковци - Габрник - Градишчак - Грлинци - Драгович - Загорци - Јуршинци | - Кукава - Мостје - Ротман - Сакушак - Сенчак при Јуршинцих - Хлапонци |  |

## Додатно погледати
- Јуршинци